# Ciné-roman (roman)
Pour les articles homonymes, voir ciné-roman.
Ciné-roman est un roman de Roger Grenier publié le 27 septembre 1972 aux éditions Gallimard et ayant reçu la même année le prix Femina.

## Historique du roman
Le 28 novembre 1972, le roman reçoit le prix Femina par six voix contre trois à Pluie et Vent sur Télumée-Miracle de Simone Schwarz-Bart et une à La Mort blanche de Pierre Kyria,.

## Adaptation télévisuelle
Roger Grenier et Françoise Verny ont adapté le roman pour le téléfilm homonyme, Ciné-roman, réalisé par Serge Moati avec Catherine Arditi et Gilles Laurent dans les rôles principaux. Il a été diffusé le 22 décembre 1978 sur TF1.

## Éditions
- Éditions Gallimard, 1972,  (ISBN 2070283291), 288 p.[4]
- Éditions Gallimard, coll. « Soleil », no 305, 1972, 288 p.
- Éditions Gallimard, coll. « Folio », no 667, 1975,  (ISBN 2070366677), 320 p.